# 清水建設本社ビル
清水建設本社ビル（しみずけんせつほんしゃビル）は、東京都中央区京橋に所在する超高層建築物である。大手建設会社の清水建設が本社機能を置く。

## 歴史
清水喜助が1804年に神田鍛冶町にて創業した大工の清水屋は、1903年（明治36年）に創業100年を契機に四代店主・清水満之助により、日本橋本石町から京橋区南鞘町に本店を移転した。1923年9月1日の関東大震災で社屋が焼失し、実業之日本社ビルや丸ノ内ビルヂングに仮本店を置いたが、1932年に再建。1960年には社屋の増築が行われた。1991年に、港区芝浦に完成したシーバンスに本社を移し、京橋の本社跡地には1994年に「京橋シミズビル」が建設された。
2002年4月より京橋の再開発の検討に入り、東京都で14番目の都市再生特別地区として2008年6月30日に新たな超高層ビルの建設と同ビルへの本社機能の再移転を発表した。同時期より既存の京橋シミズビルの解体に入り、2009年4月に新ビルを着工。約3年の工期を経て、2012年5月に竣工。8月より本社業務を開始した。

## 環境性能
温室効果ガスの排出抑制を中心とした環境負荷の低減は本建物の大きな特徴である。
窓のグラデーションブラインドは太陽の高度に応じて角度を変え、自然光を室内奥へ導く。オフィス内のLED照明はセンサーで照度を自動制御する。東側の窓には、共用部分に多結晶型、それ以外の窓には透過性のある薄膜型の太陽電池を合計962枚、2,000m2分設置。発電能力は年間約84,000kWhが見込まれ、昼間のオフィスのLED照明の電力消費量に概ね相当する。ガラス面は55cmほど奥まっており、外部負荷を50%ほど低減する効果がある。輻射空調が採用され、夏場には地域冷暖房プラントから供給を受けた冷水を天井に流すことにより人体の体表面からの熱の移動が生じる。床下にはデシカント式除湿機の吹き出し口があり、席ごとに個別に開閉できる。このほか、BEMSや、電力のピークカットや停電時には無瞬断で蓄電池や自家発電に切り替えるマイクログリッドも導入する。
2009年の設計時点において、2005年の東京都内のオフィスビルの床面積当たりの二酸化炭素排出量に比べて50%削減を目指したが、運用初年度の2012年にはこれを上回る62%の削減幅があった。将来的にはカーボンオフセットを活用し、「ゼロ・カーボン」を目指す。
建築環境・省エネルギー機構による環境評価システムのCASBEEでは最高ランクのSを取得。その判定根拠となった環境性能効率を示すBEE値は新築時において過去最高の9.7ポイントを取得した。米国グリーンビルディング協会による建築物環境認証制度のLEED認証では、日本の新築オフィスビルとして初めて上から2番目の「ゴールド」の認証を受けた。

## 建築
パネルを組み合わせた特徴的な外観は「ハイブリッド外装システム」と称する。個々のパネルは「田」の字型のアルミニウム製の鋳物の中にコンクリートを打設したもので、形状の異なる36種類のパネルがある。標準的なものは一つあたり幅3.2m×高さ4.2m×奥行き0.9m、重量は14トンほどになり、ビル全体で1,426体のパネルが使われている。このパネルは外装材としてだけでなく構造体としての機能も有する。開口部には遮熱性のある、金属膜でコーティングした複層ガラスのLow-Eガラスが採用されているほか、一部には耐震パネルやソーラーパネルがはめ込まれている。
基準階は短辺34.2m×長辺63mの平面形状。中央部に漢字の「日」型の、厚み700mmの鉄筋コンクリート製コアウォールがあり、その内部には階段室・エレベーターと設備シャフトなどが配置されている。外周部は、田の字型のパネルの中央がフルPC柱、その両側はハーフPC柱として架構を構成する。建物を内側と外側から支える構造とすることで、オフィス内を柱の張り出しの無い空間とすることが可能となった。ただし、コアは偏心しているため、外周全体をパネルで覆うことは避け、コアに近い側の外壁は地震力を負担しないカーテンウォールとした。地下1階と2階の間には42基の支承を設けた免震層を配置する中間階免震構造とした。建設にあたっては、旧建物のCFT柱と地下耐圧壁の一部を再利用している。
アルミニウムとコンクリートでは熱膨張率が大きく異なり、直射日光による温度変化で相互に過度の応力が生じるおそれがあった。施工前に種々の工法を比較検討したところ、アルミキャストの裏面に絶縁材として発泡ポリウレタンを吹き付けることでコンクリートのひずみの低減の効果があり、外断熱材として結露防止や躯体保護にも効果があることが明らかになった。パネルの室内に面した側はコンクリートの白色塗装仕上げとした。製造時の自己収縮や供用時における乾燥収縮によるひび割れを避けるため骨材に石灰石の使用が望まれたが、耐火性が低いと考えられていたため高強度コンクリートでは使用されてこなかった。高強度コンクリートの火災時における表層爆裂対策として、ポリプロピレンの短繊維を混入したAFRコンクリートが開発されていたが、石灰石骨材使用時の耐火性能はそれまで検証されてこなかった。耐火試験の結果、石灰石を骨材とした高強度コンクリートにおいてもAFR仕様とすることで十分な耐火性能を有することが確認された。
低層部のコアウォールのコンクリート壁は、杉板の木目や色合いを移しこんだ仕上げとし、1階と2階をつなぐエスカレーター部には融けたアルミが固まる過程を表現した流体アルミパネルが使われた。

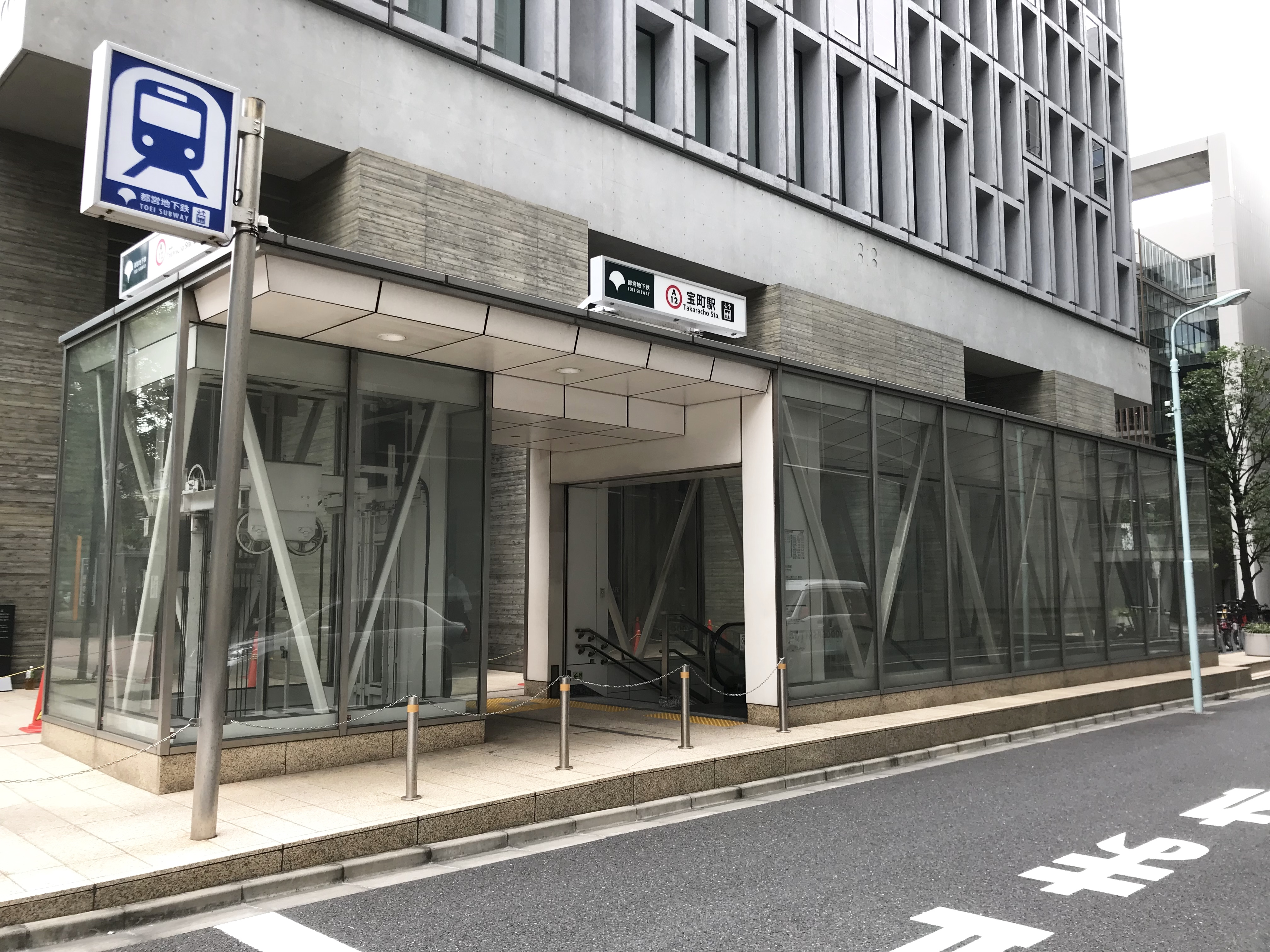
敷地内に新設された、地下鉄駅の出入口

本ビルが面する昭和通りの地下には都営地下鉄浅草線が通っており、敷地内に宝町駅の西馬込方面のホームに直結するA8出入口が開設された。東側隣接地には同社の社会貢献の一環で子育て支援施設が建設され、中央区立京橋こども園として運営されている。同園は2014年にグッドデザイン賞を受賞した。
本建物は2014年に、日本建設業連合会主催の第55回BCS賞の一つに選定されている。
京橋地区には、本ビル北側の味の素本社ビルや鍛冶橋通り沿いの相互館110タワーなど清水建設が手掛けたビルが数多くある。